# Echinopsis cristata
Espèce
Echinopsis cristata est une espèce de plantes à fleurs de la famille des Cactacées. C'est une plante grasse originaire de Bolivie.

## Synonymes
- Echinopsis misleyi Labour.
- Echinopsis eyriesii f. crestato
- Opuntia cylindrica f. cristata

## Liste des variétés
Selon Tropicos (2 novembre 2015) :
- variété Echinopsis cristata var. purpurea Labouret in Curtis